# Semión Bogdánov
Semión Ilich Bogdánov (en ruso: Семён Ильич Богданов; San Petersburgo, Imperio ruso, 29 de agostojul./ 10 de septiembre de 1894greg. – Moscú, Unión Soviética, 12 de marzo de 1960) fue un mariscal soviético de las fuerzas de tanques y dos veces Héroe de la Unión Soviética.
Después de la invasión alemana de la Unión Soviética, fue nombrado subcomandante del 5.º Ejército (1941-1942), comandante del 6.º Cuerpo Mecanizado (1942-1943) y más tarde comandante del 2.º Ejército de Tanques, que en noviembre de 1944 se transformó en el 2.º Ejército de Tanques de Guardias. Las unidades bajo su mando participaron en la Batalla de Moscú, en las operaciones de Korsun-Cherkasy, Uman-Botoshany, Bielorrusia, Vístula-Oder, Pomerania Oriental y Berlín. Su 2.º Ejército de Tanques de la Guardia fue el primer ejército soviético en entrar en Berlín durante las operaciones de combate.

## Biografía

### Infancia y juventud
Semión Bogdánov nació el 10 de septiembre de 1894 en San Petersburgo (Imperio ruso), en la familia de un trabajador de la fábrica Putilov de San Petersburgo, un excampesino de la gobernación de Pskov. Trabajó como aprendiz de instalador en talleres, luego como instalador en la fábrica de Putilov.
Fue llamado al servicio militar en febrero de 1915 y se alistó en el batallón aeronáutico de reserva del 1.er Parque de Aviación del Frente Norte, en 1916 se graduó del curso de conductor allí. En el mismo año, al tener una educación, fue destinado a estudiar en la escuela de alféreces (Práporshchiks) del Frente Norte en la ciudad de Gátchina. Al graduarse en mayo de 1917, fue enviado a servir como comandante de pelotón en el 2.º Regimiento de Infantería de Reserva en Fredrikshamn (Finlandia), como segundo teniente. Después de la Revolución de Octubre de 1917, en diciembre, al mando de un pelotón del destacamento ruso-finlandés independiente del regimiento, participó en la represión del levantamiento blanco en la ciudad de Kuopio. Después de la desmovilización del ejército imperial en febrero de 1918, comandó un pelotón que custodiaba el Ferrocarril Nikolayevskaya.
Durante la guerra civil rusa, en junio de 1918, en Petrogrado, se unió voluntariamente al Ejército Rojo y fue nombrado comandante de un pelotón del 4.º Regimiento de Kostroma. A partir de abril de 1919, comandó una compañía en el 2.º Regimiento de Reserva, desde enero de 1920 fue comandante de compañía y batallón en el 502.º Regimiento de Fusileros de la 56.ª División de Fusileros. Durante la guerra polaco-soviético de 1920 luchó en el territorio de las provincias (gobernaciones) de Vítebsk, Minsk y Vilna. Por su «valor excepcional en la batalla», Bogdanov recibió la Orden de la Bandera Roja. Desde octubre de 1920, fue comandante de pelotón del 2.º regimiento de infantería de reserva, y a partir de enero de 1921, comandante de compañía del 40.º curso de personal de mando de infantería de Kostromá. Del 10 de mayo al 20 de julio de 1921, en su composición, al mando de una compañía, de un batallón y siendo jefe de cursos, participó en la represión del levantamiento de Aleksandr Antónov en la gobernación de Tambov (la llamada Antónovschina).

### Periodo de entreguerras
Después de graduarse en octubre de 1923 en la Escuela Pedagógica Militar Superior de un año en Moscú, se convirtió en comandante de compañía en la 14.ª Escuela de Infantería de Poltava para Personal de Comando. En septiembre de 1925, fue transferido al 135.º Regimiento de Fusileros de la 45.º División de Fusileros del Distrito Militar de Ucrania, En esta unidad Bogdanov se desempeñó como comandante de batallón, asistente del comandante del regimiento para las unidades de suministro y asistente del comandante del regimiento para el personal. En octubre de 1930, finalizó el curso de formación de oficiales de las Fuerzas Armadas soviéticas, conocido como curso Vistrel, y fue nombrado comandante del 134.º Regimiento de la división, que se convirtió en la 134.º Brigada Mecanizada en mayo de 1934 cuando la división a su vez se convirtió en el 45.º Cuerpo Mecanizado.
En octubre de 1935, fue transferido a la Academia Militar de Mecanización y Motorización para servir como comandante del regimiento mecanizado de formación escolar, se graduó de los Cursos de Perfeccionamiento para Comandante de Personal en la escuela en 1936, y en enero de 1937 se convirtió en comandante de la 9.ª Brigada Mecanizada. En mayo de 1938, fue acusado de «contrarrevolucionario» en virtud del artículo 58 del Código Penal de la RSFS de Rusia, arrestado y encarcelado hasta octubre de 1939. Sin embargo, el tribunal le concedió una amnistía en conmemoración del 20 aniversario del Ejército Rojo, y fue puesto en libertad. La condena fue definitivamente eliminada en 1942, por orden del Ministerio de Defensa de la URSS N.º 285 del 20 de septiembre de 1968, el período en que estuvo encarcelado se acreditó en la duración del servicio. Después de su liberación estuvo a disposición de la Dirección de Personal, hasta que en marzo de 1940, fue nombrado jefe de infantería de la 29.º División Motorizada.
En noviembre de 1940, se convirtió en comandante de la 32.ª Brigada Independiente de Tanques Ligeros y desde marzo de 1941, comandante de la 30.ª División de Tanques del 14.º Cuerpo Mecanizado estacionado en el Distrito Militar Especial Occidental.

### Segunda Guerra Mundial
Al inicio de la invasión alemana de la Unión Soviética el 22 de junio, dirigió la división como parte del 4.º Ejército del Frente Occidental en la lucha contra el 2.º Grupo Panzer alemán en el sector de Brest, intentando limitar el avance alemán a la línea del río Berézina. Más tarde, durante la Batalla de Moscú, estuvo al mando de la Región Fortificada de Mozhaisk de la Línea de Defensa de Mozhaysk desde octubre de 1941, luego fue subcomandante del 5.º Ejército para las fuerzas de tanques, y entre marzo y mayo de 1942 sirvió en este último puesto con el 10.º Ejército.
En mayo, fue nombrado comandante del 12.º Cuerpo de Tanques, que en ese momento se estaba formando y equipando en el Distrito Militar de Moscú. Después de completar su formación, el cuerpo pasó a formar parte del 3.er Ejército de Tanques del Frente Occidental. En noviembre, se convirtió en comandante del 6.º Cuerpo Mecanizado, que como parte del 2.do Ejército de Guardias luchó en la Operación Wintergewitter (el intento alemán para romper el cerco del 6.º Ejército alemán durante la batalla de Stalingrado). En enero de 1943, por su distinción en combate, el cuerpo recibió el título honorífico de Guardias, fue renombrado como el 5.º Cuerpo Mecanizado de Guardias y se le otorgó el sobrenombre de «Zimovniki». En marzo de 1943, fue transferido para comandar el 9.º Cuerpo de Tanques. Como parte del 13.º Ejército del Frente Central, el cuerpo luchó en la Batalla de Kursk.
Desde septiembre de 1943, comandó el 2.º Ejército de Tanques, que se convirtió en el 2.º Ejército de Tanques de la Guardia el 20 de noviembre de 1944. En enero de 1944, el ejército luchó para rechazar el contraataque alemán hacia Vínnitsa como parte del Primer Frente Ucraniano, Posteriormente, combatió en la ofensiva de Korsun-Shevchenkovsky, ofensiva de Uman-Botoşani, Ofensiva de Lublin-Brest, ofensiva del Vístula-Óder, ofensiva de Pomerania Oriental y finalmente la batalla de Berlín. En la Ofensiva Uman-Botoșani, el 2.º Ejército de Tanques y el 27.º Ejército formaron el grupo móvil del frente y rompieron las defensas del Eje al norte de Uman. Junto con el 29.º Cuerpo de Tanques del 5.º Ejército de Tanques de la Guardia y el 73.º Cuerpo de Fusileros del 52.º Ejército, capturaron Uman. A pesar de las dificultades causadas por el deshielo primaveral, el ejército persiguió a las fuerzas del Eje y avanzó 240 km, cruzando los ríos Bug Meridional, Dniéster y Prut y llegando a los accesos a Jassy al final de la operación. Por su liderazgo del ejército, recibió el título de Héroe de la Unión Soviética el 11 de marzo de 1944. Recibió el título por segunda vez el 4 de junio de 1945, por destacada actuación al mando del ejército en la ofensiva del Vístula-Óder, el cruce del Neisse y Óder, y por su avance hacia la costa báltica. El 1 de junio de 1945 fue ascendido a Mariscal de las Tropas Blindadas.

## Posguerra
Después del final de la guerra, continuó al mando del 2.º Ejército de Tanques de la Guardia, y en mayo de 1947 se convirtió en comandante de las Fuerzas Armadas y Mecanizadas del Grupo de Fuerzas Soviéticas en Alemania. En agosto de 1948, fue nombrado primer subcomandante de las Fuerzas Armadas y Mecanizadas del Ejército soviético, ascendiendo al mando de estas últimas en noviembre. El 28 de abril de 1953 se convirtió en comandante del 7.º Ejército Mecanizado del Distrito Militar de Bielorrusia, luego en mayo de 1954 jefe de la Academia Militar de las Fuerzas Armadas.
El 21 de mayo de 1956 se retiró del ejército por motivos de salud. Murió en Moscú el 12 de marzo de 1960 y fue enterrado en el Cementerio Novodévichi.

## Promociones
- Coronel (20 de julio de 1940)
- Mayor general de Blindados (21 de agosto de 1942)
- Teniente general de Blindados (7 de junio de 1943)
- Coronel general de Blindados (24 de abril de 1944)
- Mariscal de las Tropas Blindadas (1 de junio de 1945).[5]

## Condecoraciones
A lo largo de su extensa carrera militar Semión Bogdánov recibió las siguientes condecoraciones
Unión Soviética
- Héroe de la Unión Soviética, dos veces (N.º 2545; 11 de marzo de 1944, N.º 5658; 6 de abril de 1945)
- Orden de Lenin, dos veces (11 de marzo de 1944, 21 de febrero de 1945)
- Orden de la Bandera Roja, cuatro veces (30 de noviembre de 1920, 27 de agosto de 1943, 3 de noviembre de 1944, 1 de junio de 1949)
- Orden de Suvórov de 1.er grado (23 de agosto de 1944) y de 2.do grado (7 de febrero de 1943)
- Medalla del 20.º Aniversario del Ejército Rojo de Obreros y Campesinos (1938)
- Medalla por la Defensa de Moscú (1944)
- Medalla por la Defensa de Stalingrado (1942)
- Medalla por la Conquista de Berlín (1945)
- Medalla por la Liberación de Varsovia (1945)
- Medalla por la Victoria sobre Alemania en la Gran Guerra Patria 1941-1945 (1945)
- Medalla del 30.º Aniversario de las Fuerzas Armadas de la URSS (1948)
- Medalla del 40.º Aniversario de las Fuerzas Armadas de la URSS
- Medalla Conmemorativa del 800.º Aniversario de Moscú

Otros países
- Orden del Imperio Británico (Reino Unido)
- Orden de la Cruz de Grunwald de 2.do grado (República Popular de Polonia)
- Orden Virtuti Militari (República Popular de Polonia)
- Medalla por Varsovia 1939-1945 (República Popular de Polonia)
- Medalla por el Oder, Neisse y el Báltico (República Popular de Polonia)